# Pax Sinica
Pax Sinica (del latín que significa "Paz China") es el tiempo de paz en el Este de Asia, mantenido por la hegemonía china, usualmente en los periodos de mandato de las dinastías Han, Tang, Yuan, dinastía Ming y la Qing temprana. Estos periodos se caracterizaron por el dominio e influencia de la civilización china en Asia oriental debido a su poder político, económico, militar y cultural.
En la Teoría de las Relaciones Internacionales desde los años 1990, en vista del poder creciente de la República Popular China en el sistema internacional, algunos creen que comenzará una nueva Pax Sinica en el siglo XXI.[¿quién?] Otros creen que este incremento de poder no dará paso a un periodo de "pax", sino que más bien su mayor demanda por hidrocarburos dará lugar a conflictos, sobre todo con Estados Unidos.